# Sonnenscheibe von Banc Ty’nddôl

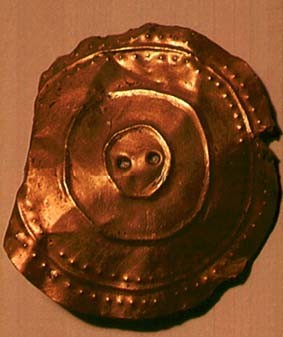
Sonnenscheibe von Banc Ty'nddôl

Die dekorierte Sonnenscheibe von Banc Ty’nddôl (englisch Banc Ty'nddôl sun-disc) wurde 2002 im Bergbaugebiet der Cwmystwyth-Minen in Ceredigion in Wales entdeckt. Die mehr als 4000 Jahre alte Scheibe ist das älteste in Wales entdeckte Goldartefakt. Sie wird im National Museum Cardiff aufbewahrt. Ähnliche Artefakte wurden in der Bretagne, in Irland und auf der Isle of Man gefunden. Die meisten Beispiele für „Sonnenscheiben“ wurden in Irland (21) gefunden, während kleinere Anzahlen aus Schottland (6), England (5) und Frankreich vorliegen. 
Die Goldscheibe, die höchstwahrscheinlich Teil der Bekleidung war und zu einer Bestattung gehört, wurde von einem Archäologenteam gefunden, das römische und mittelalterliche Bleierzschmelzen unter der bronzezeitlichen Kupfermine auf dem Copa Hill untersuchte. 
Die Scheibe mit einem Durchmesser von 38,9 mm und einer Masse von 2,51 g besteht aus 93 bis 94 % Gold und 6 bis 7 % Silber sowie einer winzigen Menge Kupfer. Sie ist mit drei konzentrischen Ringen und Punkten verziert und mittig mit zwei Löchern durchbohrt, die offenbar der Befestigung dienten. Das Design wurde primär der Glockenbechertradition zugehörig bestimmt. Auch wenn die Quelle für das Metall nicht ermittelt werden kann, spricht die Zusammensetzung für irisch-schottisch-walisisches Gold. Untersuchungen des Fundortes ergaben Skelettreste, die einst von einem runden Cairn bedeckt waren, der als Geröllhalbmond erhalten war.
Die Banc-Ty’nddôl-Scheibe passt am ehesten zu einem Beispiel unbekannter Herkunft aus Irland, mit zwei bis vier linearen getriebenen Kreisen und zwei zentralen Perforationen. Ein Beispiel mit getriebenen Punkten stammt von Kirk Andreas auf der Isle of Man. Goldscheiben mit ähnlicher Punkt- und Liniendekoration wurden auch in neolithischen Gräbern der Bretagne entdeckt, wo sie mit der Nachnutzung durch die frühen Becherleute assoziiert werden. Bei Mere und Monkton Farleigh in Wiltshire wurden drei Beispiele ebenfalls mit Becherbestattungen assoziiert (eines als Paar und eines als Einzelfund). 
Diese und andere Gegenstände aus ähnlichen Grabstätten werden auf 2500 bis 1900 v. Chr. datiert. 